# 염단
염단(廉丹, ? ~ 22년)은 신나라의 군인으로, 농서군 양무현(襄武縣) 사람이다. 전국 시대 조나라의 명장 염파의 후손으로, 아버지 염포는 전한의 우장군이었다.

## 행적
시건국 3년(10년), 중랑장(中郞將) 염단은 어모(禦侮)에 임명되어 당림·이충(李充)·조양(趙襄)과 함께 태자의 사우(四友)가 되었다.
천봉 2년(15년), 남성장군(南城將軍)에서 영시장군(寧始將軍)으로 전임되었다.
이듬해, 왕망의 정책에 반감을 품은 남방 이민족들이 반란을 일으켰다. 처음에 평만장군(平蠻將軍) 풍무(馮茂)가 토벌에 나섰으나 실패하여 옥사하였고, 뒤이어 염단은 용부목(庸部牧) 사웅(史熊)과 함께 천수·농서의 기병 및 광한·파군·촉군·건위의 관리 및 백성 10만 명을 동원하여 다시 토벌에 나섰다. 토벌군은 처음에 승기를 잡았으나, 역병이 돌아 결국 실패하고 염단은 장안으로 소환되었다. 같은해에 대사마 장우와 흉노 정벌에 나설 예정이었으나, 장우가 정벌에 반대하여 파면되었기 때문에 없던 일이 되었다.
지황 3년(22년) 4월, 경시장군(更始將軍)·평균후(平均侯) 염단은 태사(太師) 왕광과 함께 10만 명의 정예병을 이끌고 적미군 토벌에 나섰다. 군세가 정도(定陶)에 이르렀을 때, 왕망으로부터 창고의 양식과 나라의 재정이 바닥났으니 힘써 싸우라는 서간을 받았다. 염단의 부하 풍연(馮衍)은 신나라를 저버리고 할거하여 정세를 관망하자고 하였으나 염단은 듣지 않았고, 같은해 겨울 무염(無鹽)에서 봉기한 삭로회(索盧恢)를 진압하여 공(公)으로 승진하였다.
적미군의 동헌(董憲)의 별동대가 양군에서 활동 중이라는 정보가 들어왔고, 왕광은 바로 이를 토벌하려 하였다. 염단은 병사들을 쉬게 하자며 말렸으나 왕광은 듣지 않았고, 염단 또한 어쩔 수 없이 따랐다. 곧 성창(成昌)에서 동헌과 싸웠으나 패하였고, 염단은 달아나는 왕광에게 인수와 부절을 넘기고 자신은 남아서 싸우다 죽었다. 왕광은 염단의 죽음을 애도하여 과라는 시호를 내렸다.

## 출전
- 반고, 《한서》
  - 권95 서남이전
  - 권99하 왕망전 下